# الدوري الهولندي الممتاز 1898–99
الدوري الهولندي الممتاز 1898–99 (بالهولندية: Nederlands landskampioenschap voetbal 1898/99)‏ هو الموسم 11 من الدوري الهولندي الممتاز. أشرف على تنظيمه الاتحاد الملكي الهولندي لكرة القدم، وفاز فيه AVV RAP ‏.